# ألين لورانس بوب
ألين لورانس بوب (بالإنجليزية: Allen Lawrence Pope)‏ هو ضابط أمريكي، ولد في 1928.